# Bubo vosseleri
Bubo vosseleri là một loài chim trong họ Strigidae.